# Samsung eMX
O eMX é um protótipo de SUV compacto, apresentado pela Renault Samsung Motors, na edição de 2009 do Salão de Seul.